# 후딕스발시

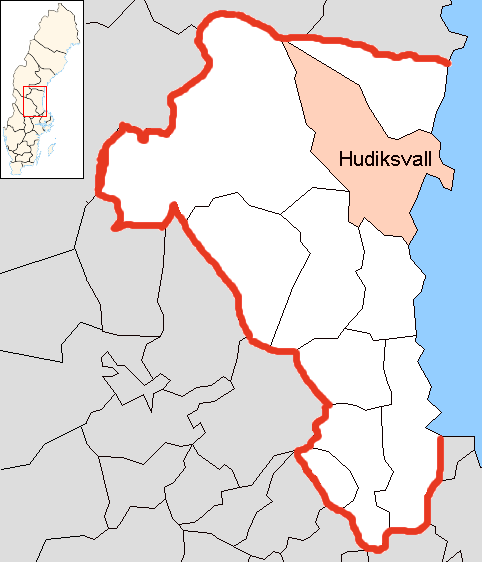
후딕스발 시의 위치

후딕스발시(스웨덴어: Hudiksvalls kommun)는 스웨덴 예블레보리주에 위치한 지방 자치체로 행정 중심지는 후딕스발이며 면적은 4,516.62km2, 인구는 37,299명(2016년 12월 31일 기준), 인구 밀도는 8.3명/km2이다.

시 문장